# Leopold von Lämel
Leopold Lämel, ab 1811 Edler von Lämel, ab 1856 Ritter von Lämel, auch Lämmel (geboren 18. September 1790 in Prag, Böhmen; gestorben 19. August 1867 ebenda) war ein österreichischer Großhändler, Bankier sowie böhmischer Landtagsabgeordneter in Prag und Wien. Er gilt als der bedeutendste Prager Bankier der 1850er und 1860er Jahre.

## Leben

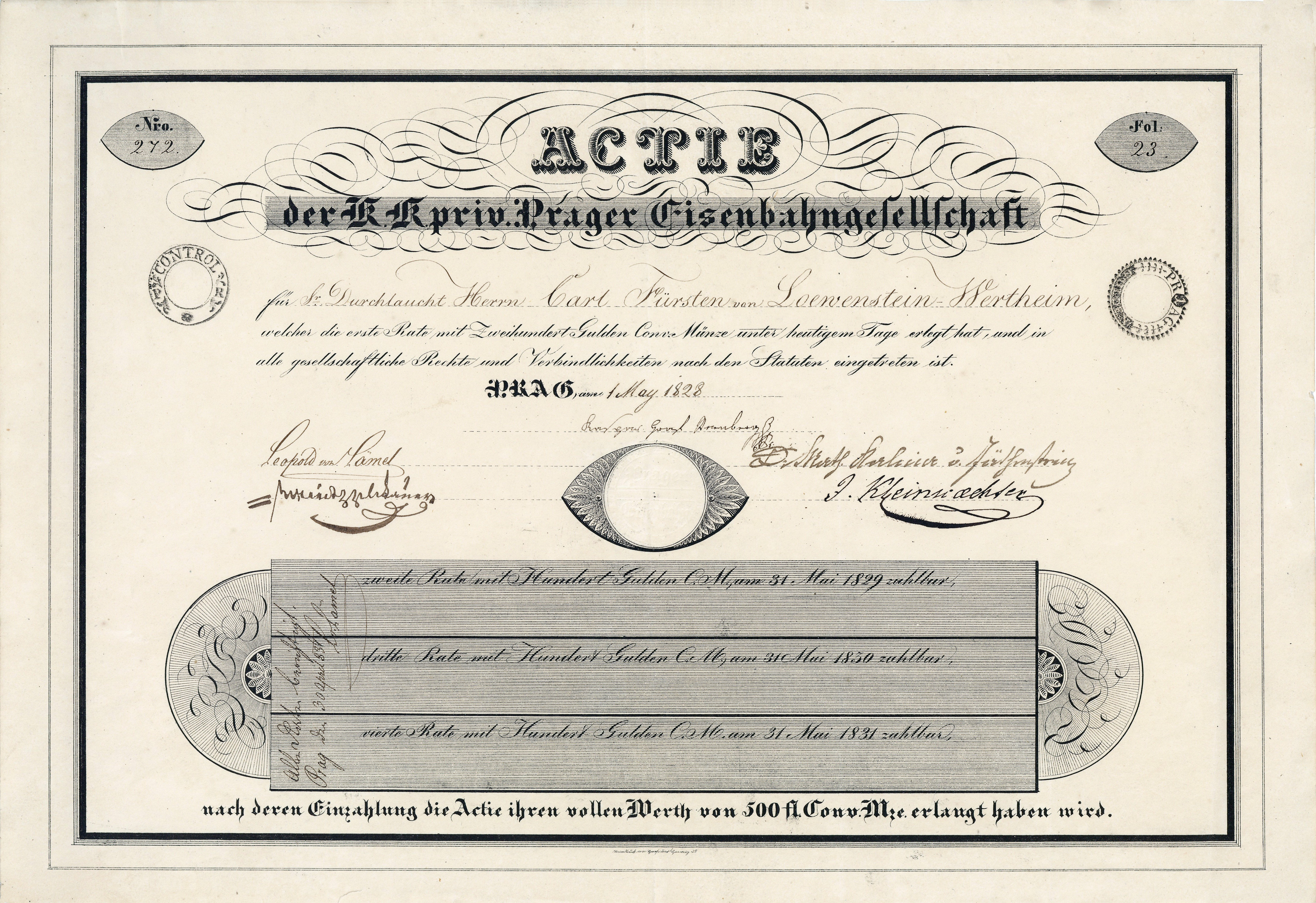
Gründeraktie der Prager Eisenbahngesellschaft über 500 Gulden, ausgestellt am 1. Mai 1828 in Prag, im Original unterschrieben u. a. von dem jüdischen Bankier Leopold von Lämel

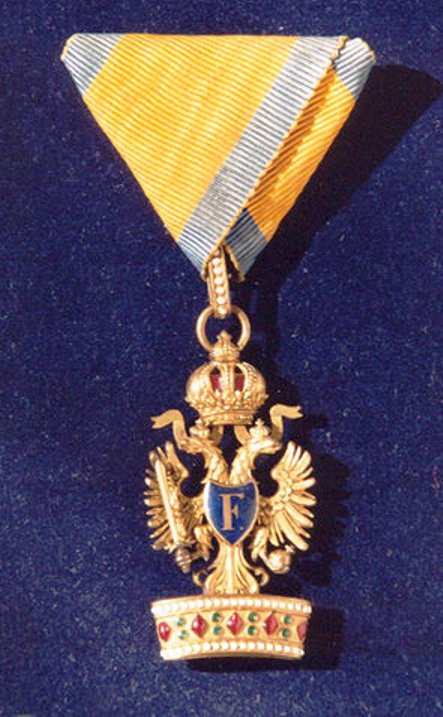
Orden der Eisernen Krone III. Klasse

Leopold war der Sohn des jüdischen Großkaufmanns Simon Lämel (1766–1845) und der Babette Duscheness. Der Vater war am 5. Dezember 1811 in Wien „wegen Beförderung des Commerzes“ mit seinen Nachkommen in den erbländisch-österreichischen erblichen Adelsstand als Edler von Lämel erhoben worden. Leopold Edler von Lämel wurde nach der Verleihung des Ordens der Eisernen Krone 3. Klasse am 23. Februar 1856 gemäß den Statuten zusätzlich am 17. April 1856 in Wien in den österreichischen erblichen Ritterstand erhoben.
Lämel heiratete am 22. August 1815 in Leimen (Baden) Rachel Sophie Freiin von Eichthal (1790–1861) aus München, die jüngste Tochter des jüdischen Hoffaktors Aron Elias Seligmann (1747–1824), der sich später hatte taufen lassen und 1814 als „Freiherr von Eichthal“ in den bayerischen Freiherrnstand erhoben worden war. Das Ehepaar hatte die drei Töchter Marie, Auguste und Julie. Damit ist mit Leopold Lämel die Familie im Mannesstamm ausgestorben. Sein Neffe war der jüdische Großhändler und Bankier Eduard Wiener von Welten in Wien.
Lämel, zu Lebzeiten als Philanthrop bekannt und Vorsteher der jüdischen Kultusgemeinde, galt als Kopf des industriellen Großbürgertums in Prag. Als k. u. k. Hoffaktor gehörte er zu den Großfinanziers des österreichischen Staates.
Im Jahr 1825 war er Mitbegründer der böhmischen Sparkasse zu Prag und wurde zugleich einer ihrer Direktoren. Später wurde er Direktor der österreichischen Nationalbank zu Prag. In Wien gehörte er zu den Gründern der Credit-Anstalt für Handel und Gewerbe, den Vorläufer des heutigen Creditanstalt-Bankvereins.
Im Jahr 1841 gründete er in Prag eine der ersten Kammgarnspinnereien Böhmens mit 2.000 Spindeln und 500 Zentnern Jahreserzeugung.
Nach dem Tod seines Vaters Simon (1845) übernahm er das 1787 gegründete Großhandelshaus. Durch etliche Bankgeschäfte für Goethe waren Vater und Sohn Lämel mit dem Dichter sehr gut bekannt, was aus Goethes Tagebüchern deutlich wird.
Nach Beendigung der Revolution von 1848, während der er sich für ein friedliches Miteinander eingesetzt hatte, wurde er in den weiteren Gemeinde- und engeren Stadtrat von Prag gewählt. Später wurde er als Abgeordneter der Deutschen Partei in den böhmischen Landtag gewählt.
Im Jahr 1856 bewarb sich Lämel zusammen mit den Fürsten Metternich, Windischgrätz und Thurn und Taxis um die Konzessionen für eine Eisenbahnlinie von Prag über Pilsen und Taus zur bayrischen Grenze sowie weitere von Pilsen nach Budweis sowie nach Karlsbad. Er konnte aber das notwendige Geld nicht aufbringen.

## Mitgliedschaften
Lämel wurde 1861 zum außerordentlichen Mitglied der k. u. k. Österreichischen Geographischen Gesellschaft gewählt.